# Chiến lược Chuỗi Ngọc Trai

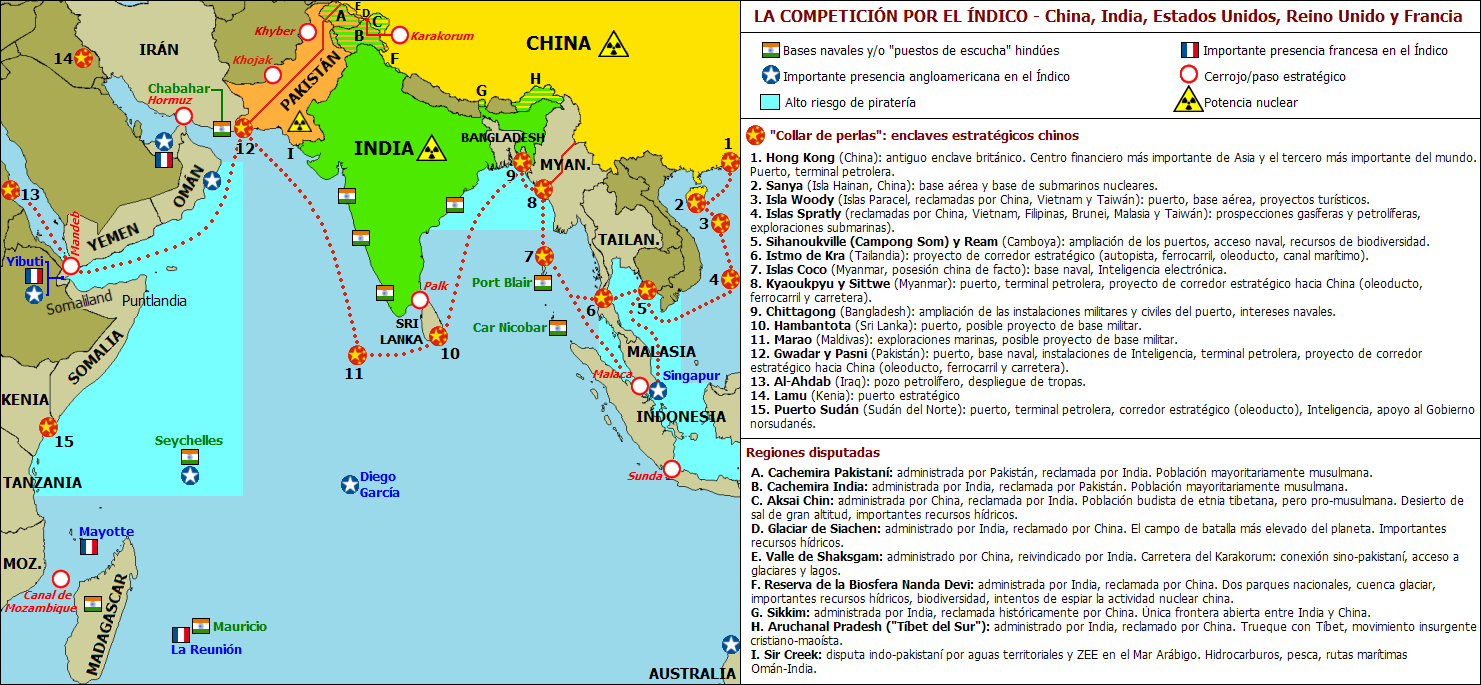
Bản vẽ phác thảo "Chuỗi ngọc trai". Vòng tròn màu đỏ đại biểu sự hiện diện của Trung Quốc, vòng tròn màu lam đại biểu sự hiện diện và căn cứ của Hoa Kỳ.

Chiến lược Chuỗi Ngọc Trai (chữ Anh: String of Pearls) là một khái niệm do giới chính trị Ấn Độ nêu ra, đã miêu tả sự suy đoán về ý đồ gia tăng sức ảnh hưởng ở Ấn Độ Dương của Trung Quốc. Nó chỉ các công trình thiết bị dân dụng và quân dụng của Trung Quốc từ Trung Quốc đại lục đến Port Sudan ở trong khu vực sừng châu Phi, cùng mối quan hệ của những công trình thiết bị này với tuyến đường thủy trọng yếu của Trung Quốc. Tuyến đường thủy trọng yếu của Trung Quốc đã đi qua một số điểm "cổ chai", bao gồm eo biển Mandeb, eo biển Malacca, eo biển Hormuz và eo biển Lombok, cùng các nước dọc sát bờ biển như Pakistan, Sri Lanka, Bangladesh, Maldives và Somalia.
Nhiều nhà bình luận của Ấn Độ cho biết, chiến lược Chuỗi Ngọc Trai và hành lang kinh tế Trung Quốc–Pakistan, sẽ uy hiếp đến an ninh quốc gia của Ấn Độ. Chiến lược này hình thành một hệ thống, uy hiếp đến dự án đầu tư lực lượng, mậu dịch, thậm chí là toàn vẹn lãnh thổ của Ấn Độ. Ngoài ra, Trung Quốc có quan hệ chặt chẽ và mật thiết với Pakistan - "kẻ thù truyền kiếp" của Ấn Độ, cùng với sự phát triển của Trung Quốc ở cảng Gwadar, cộng thêm khả năng hải quân Trung Quốc thiết lập căn cứ hải quân ở cảng Gwadar, đều bị Ấn Độ coi là cái đinh trong mắt. Ở hướng đông, cảng nước sâu Kyaukpyu cũng đã dẫn đến sự lo lắng đồng dạng của Ấn Độ.
Từ này xuất hiện lần đầu tiên là trong bài báo cáo nội bộ năm 2005 mang tên "Tương lai nguồn năng lượng ở châu Á" (Energy Futures in Asia) của công ti kiểm soát cổ phần Booz Allen Hamilton. Từ này cũng hay sử dụng trong tài liệu địa chính trị và chính sách ngoại giao của Ấn Độ, để nhấn mạnh quan ngại của Ấn Độ về việc thực hành Một vành đai, một con đường ở Nam Á. Căn cứ vào lối nói của Sở Nghiên cứu bảo vệ an ninh châu Âu (EUISS), "đối thoại an ninh bốn bên" do Mĩ, Nhật, Ấn và Úc hình thành chính là hành vi phản kháng trực tiếp đối với chính sách ngoại giao tích cực của Trung Quốc ở khu vực Ấn Độ Dương-Thái Bình Dương.
Sự xuất hiện ''chiến lược Chuỗi Ngọc Trai", đã nói rõ Trung Quốc đang gia tăng kiểm soát sân bay và cửa cảng một cách có bài bản, mở mang, nâng cấp quân đội, và tăng cường quan hệ với đối tác thương mại, nhằm tăng thêm sức ảnh hưởng địa chính trị ngày càng lên. Chính phủ Trung Quốc luôn bày tỏ, hải quân Trung Quốc kiên trì đường lối phát triển hoà bình, chỉ giữ trách nhiệm bảo vệ lợi ích thương mại bên trong khu vực. Nhà lãnh đạo Trung Quốc, như Hồ Cẩm Đào và Tập Cận Bình đều tuyên bố, Trung Quốc không tìm kiếm và theo đuổi bá quyền ở trong quan hệ quốc tế. Năm 2003, tuần báo The Economist phân tích phát biểu, cho biết bản chất nhất cử nhất động của Trung Quốc chỉ có liên quan với mậu dịch. Có một số phân tích cho biết, nhất cử nhất động của Trung Quốc sẽ hình thành lưỡng nan an ninh với Ấn Độ, nhưng cũng có phân tích cho biết, chiến lược của Trung Quốc tồn tại điểm yếu, dễ gãy.